# Ikarus Classic
Az Ikarus Classic a 200-as típuscsalád felújított változata. A székesfehérvári Ikarus gyárban fejlesztették ki.

## Típusok
Tervező: Kriván Tamás
| Típusok    | Típusok                                                                             |
| ---------- | ----------------------------------------------------------------------------------- |
| Ikarus C56 | elővárosi/távolsági busz 12m                                                        |
| Ikarus C60 | városi busz (csak 1 db készült belőle ami valóban C60-as és nem átalakított 260-as) |
| Ikarus C63 | városi busz 12m                                                                     |
| Ikarus C80 | városi/elővárosi csuklósbusz 16,5m                                                  |
| Ikarus C83 | városi/elővárosi csuklósbusz 18m                                                    |